# خلیفه‌لو (نقده)
خلیفه‌لو (نقده)، روستایی از توابع بخش مرکزی شهرستان نقده در استان آذربایجان غربی ایران است.

## جمعیت
این روستا در دهستان بیگم‌قلعه قرار دارد و براساس سرشماری مرکز آمار ایران در سال 1395، جمعیت آن 800 نفر (236خانوار) بوده‌است.